# Aulacodes argenteopicta
Aulacodes argenteopicta là một loài bướm đêm trong họ Crambidae.